# GSC2757-1257
GSC2757-1257 — хімічно пекулярна зоря спектрального класу A2, що має видиму зоряну величину в смузі V приблизно  9,2.